# Lotus cytisoides
Lotus cytisoides är en ärtväxtart som beskrevs av Carl von Linné. Lotus cytisoides ingår i släktet käringtänder, och familjen ärtväxter. Inga underarter finns listade i Catalogue of Life.

## Bildgalleri

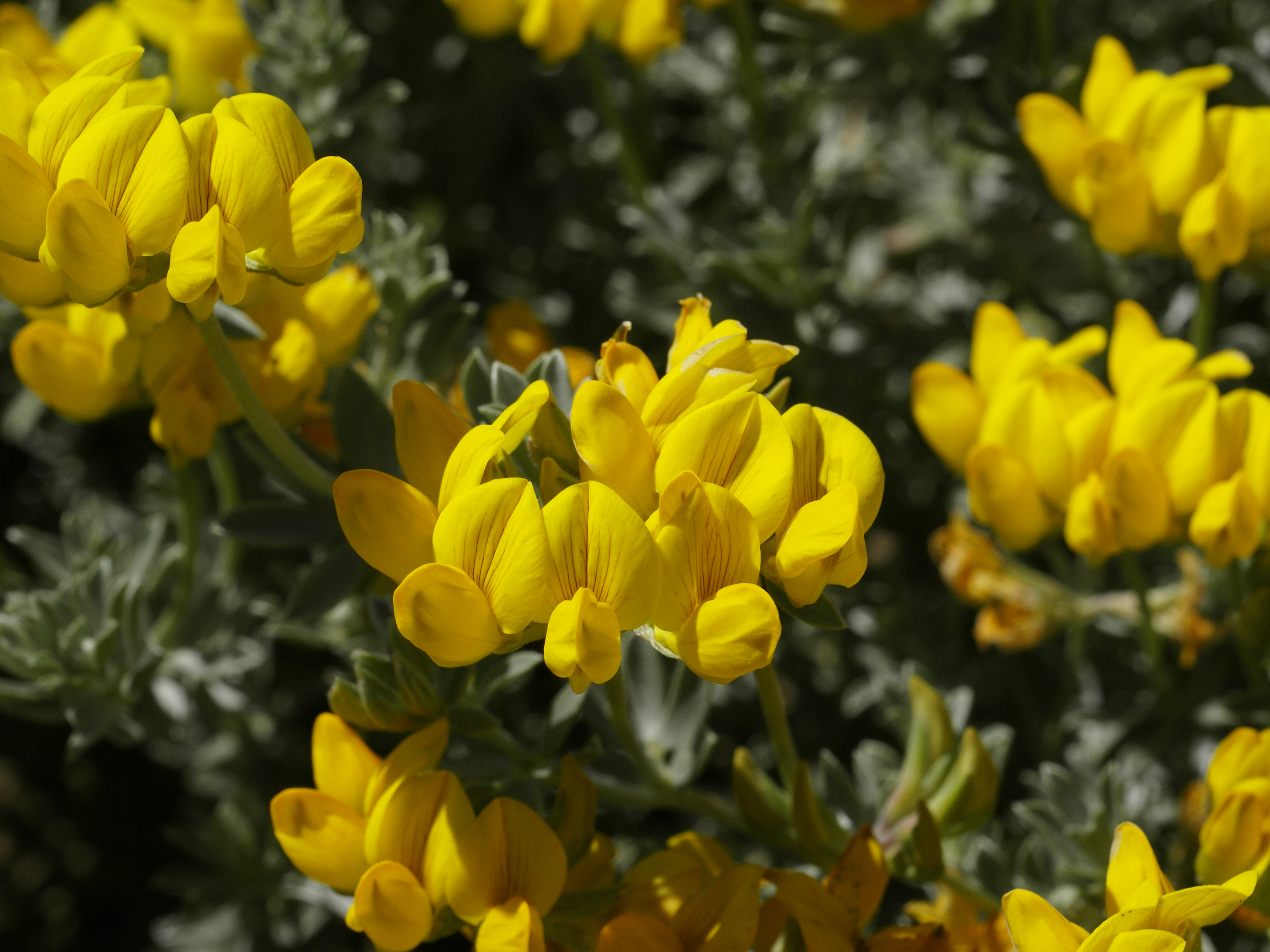
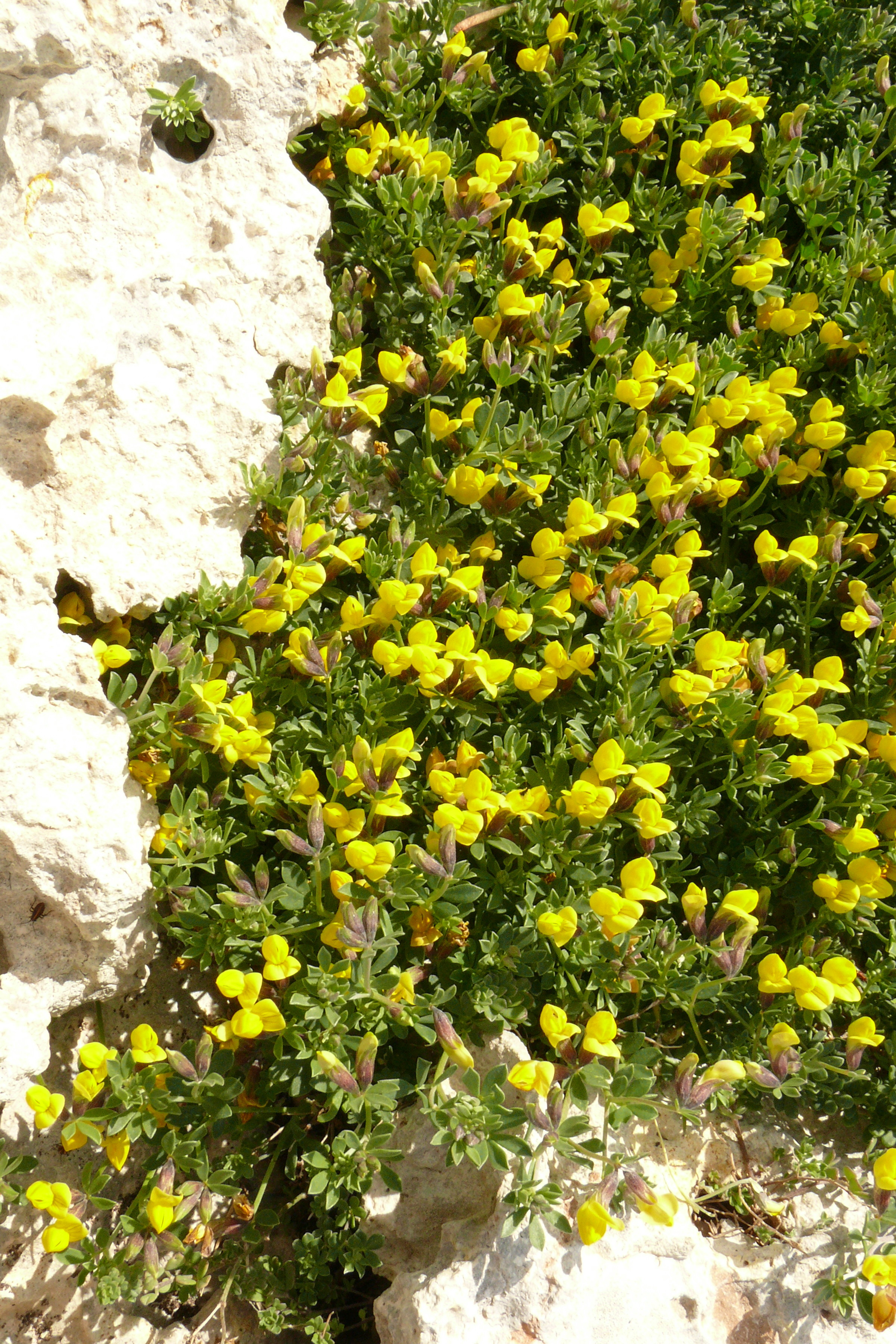